# Aloe aurelienii
Aloe aurelienii (укр. Алое орельєні, Алое Орельєна)  — сукулентна рослина роду алое.

## Етимологія
Видова назва походить від імені Орельєна Кастійона (англ. Aurélien Castillon) — онука автора опису цього виду.

## Місця зростання
Aloe aurelienii зростає у східному Мадагаскарі, в провінції Туамасіна, регіон Алаотра-Мангоро.

## Історія
Вид, до цього невідомий, був знайдений у листопаді 2007 року поруч з містом Андасібе по дорозі до села Лакато на Мадагаскарі, на висоті 940 метрів над рівнем моря, і описаний Жаном-Бернаром Кастійоном (англ. Jean Bernard Castillon) у 2008 році в журналі Британського товариства любителів кактусів і сукулентів (англ. British Cactus & Succulent Society) «CactusWorld».